# 1982 en Palestine
Chronologie de la Palestine
- 1978
- 1979
- 1980
- 1981
- 1982
- 1983
- 1984
- 1985
- 1986

Cette page concerne les événements survenus en 1982 en Palestine :

## Événements
- Mars-avril : Insurrection dans les territoires occupés[1].
- 18-30 mars : Grève générale palestinienne (en) en réaction aux licenciements forcés des conseils municipaux et des maires palestiniens.
- 6 juin-29 septembre : Opération Paix en Gallilée, Israël envahit le Liban. L’Organisation de libération de la Palestine (OLP) est contrainte de quitter le Liban. Les phalanges libanaises, une milice libanaise, massacrent les Palestiniens des camps de Sabra et de Chatila au Liban, avec le soutien des Israéliens[2]. L'OLP s'installe à Tunis.
- 1er septembre : Plan pour la paix de Reagan (en)

## Créations
- Parti du peuple palestinien
- Parti communiste révolutionnaire palestinien (en)
- Shabab Yatta (en), club de football.
- Sinokrot (en)